# 아발론 (2001년 영화)
아발론(일본어: アヴァロン)은 2001년 일본의 영화감독 오시이 마모루가 제작한 SF판타지 영화이다. 영화 제목은 아서 왕 전설에 등장하는 전설의 섬 아발론에서 가져온 것이다. 대한민국에는 '아바론'으로 알려져 있다.

## 개요
영화는 암울한 미래를 보여주고 있는데, 영화 속의 인물들은 아발론이라는 몰입형 불법 가상현실 컴퓨터 게임에 빠져있다. 이 게임에는 치명적인 단점이 있는데, 비록 가상현실이기는 하지만 게임을 체험한 이용자의 신체가 현실 세계에서까지 영향을 끼치기 때문이다. 아발론 게임의 플레이어 가운데 한 명인 애쉬는 아발론에 숨겨진 최상급 클래스가 있다는 정보를 듣게 된다. 영화는 애쉬가 최상급 클래스를 찾기 위해 퀘스트를 차례차례 깨는 내용을 담고 있다.
영화의 색감은 주로 세피아톤으로 현실 세계와 게임 속 가상세계의 경계를 모호하게 만드는 느낌을 준다.
줄거리의 진행방식이나 편집 면에서 이 영화는 오시이 마모루의 전형적인 스타일을 보여주고 있다. 영화는 애쉬가 살고 있는 현실 세계를 부각시킴과 동시에 게임을 플레이하는 즐거움을 돋보이게 하면서 비교적 느리게 이야기가 전개된다. 덧붙여, 오시이 마모루는 바셋 하운드라는 종의 개 한 마리를 키워, 영화상에 자신의 개와 똑같은 종의 개를 자주 등장시켰다.
영화의 주제곡은 오시이 마모루와 공동작업을 많이 하는 카와이 켄지가 맡았다.

## 출연진
- 마우고쟈타 포렘난크 - 애쉬 역
- 블라디스로브 코발스키 - 게임 마스터 역
- 제르지 구데코 - 머피 역
- 다리우즈 비스쿱스키 - 비숍 역
- 주잔나 카스즈 - 고스트 역